# ألكيورا شيفير
ألكيورا شيفير (باليابانية: ウルキオラ シファー) هو شخصية خيالية من مانغا بليتش بواسطة تايت كوبو.